# Duit

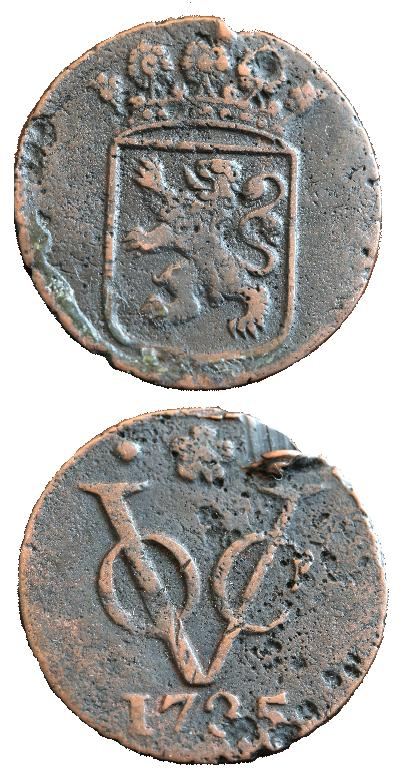
Moeda de um duit em cobre de 1735, tendo o monograma da VOC no anverso e o brasão coroado da Holanda no reverso.

O duit (pronunciado [/ˈdujt/]); plural: duiten ; em inglês:  doit) é uma antiga moeda de cobre holandesa. Era fabricada no território da República Holandesa e tornou-se depois uma moeda internacional. Seu valor era de 1/8 stuiver.

## Etimologia
Etimologicamente, a palavra duit é proveniente do neerlandês médio e significa um tipo de moeda pequena.

## História
A Companhia Holandesa das Índias Orientais (VOC) encomendou uma moeda especial com um monograma gravado nela a fim de evitar o contrabando. A moeda foi cunhada pela primeira vez durante o século XVII na República Holandesa e foi emitida na Holanda até o ano de 1816, quando foi substituido por centavos e ½ centavos. Tornou-se depois uma moeda internacionalizada, tendo sido também emitida nas Índias Orientais Neerlandesas, Ceilão Holandês e Malabar. Apenas esses tipos de moedas eram válidos para uso na era colonial na Indonésia. O maior destino das moedas duit foi Java. Duit também foi usado em partes da Américas, enquanto estavam sob o domínio holandês, como Nova Amsterdã (atualmente Nova York) e Suriname; e na África na Colônia do Cabo.

O nome da moeda foi preservado nos Países Baixos por muito tempo como vierduitstuk (ou 'plak'  ), porque valia 4 duiten = meio stuiver (ou 2½ centavos).

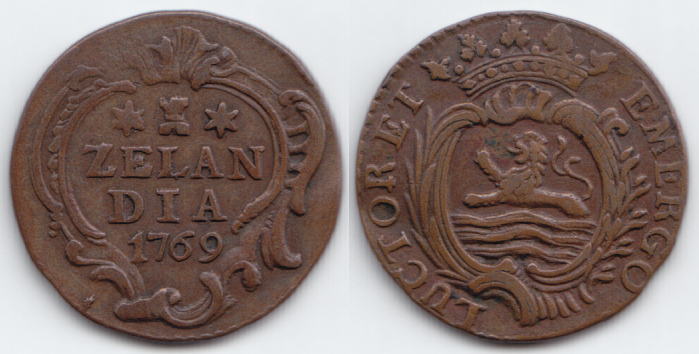
Duit da Zelândia (1769)

## Valor
De acordo com o seu uso nos Países Baixos, 8 duiten são equivalentes a um stuiver e 160 duiten são equivalentes a um florim. Quando este valor foi aplicado na colônia das Índias Orientais Holandesas em 1726, foi equivalente a um quarto do stuiver (ou seja, 4 duit = 1 stuiver).
Originalmente, as moedas duit eram cunhadas em cobre, mas algumas foram produzidas em prata e ouro.

## Expressões holandesas
A língua holandesa tem muitas muitas expressões, provérbios ou frases que contêm a palavra duit, incluindo:
- "Een duit in het zakje doen" (colocar dinheiro no bolso), que significa "doar algo"[2]
- "Hij is een duitendief" (ele é um ladrão de dinheiro), que significa "ele é muito ganancioso"[2]
- "Hij heeft veel kak, maar weinig duiten" ("ele é muito metido, mas tem pouco dinheiro"), que significa "ele é um fanfarrão"[2]
- "Moed hebben als een schelvis van drie duiten" ("Ser corajoso como uma arinca de três duit"), que significa "ter medo / ser covarde"[2]
- "Iemand van vier duiten weerom geven" (devolver quatro duits a uma pessoa), que significa "dizer a verdade a alguém"[2]

## Influência
No Ceilão Holandês (Sri Lanka) e Malabar também circularam as moedas.  Como a unidade monetária foi difundida em todo o arquipélago malaio, a palavra duit acabou sendo absorvida pelo vocabulário malaio, tornando-se uma gíria para 'dinheiro', além de wang (ortografia malaia) e uang (ortografia indonésia ).
O duit também é conhecido como "penny de Nova York" devido ao seu uso como unidade monetária colonial na Nova Amsterdã holandesa (mais tarde Nova York) e anos depois, muito depois do domínio holandês ter passado.
O Duit circulou também no ducado de Cleves e Guelders, o que pode ser a razão pela qual no século XVIII a expressão kein Deut entrou na língua alemã, significando nem um pouco.
Duit (Duttu) é uma gíria para dinheiro de baixa denominação  em Tamil.